# Аріель (кліпер)

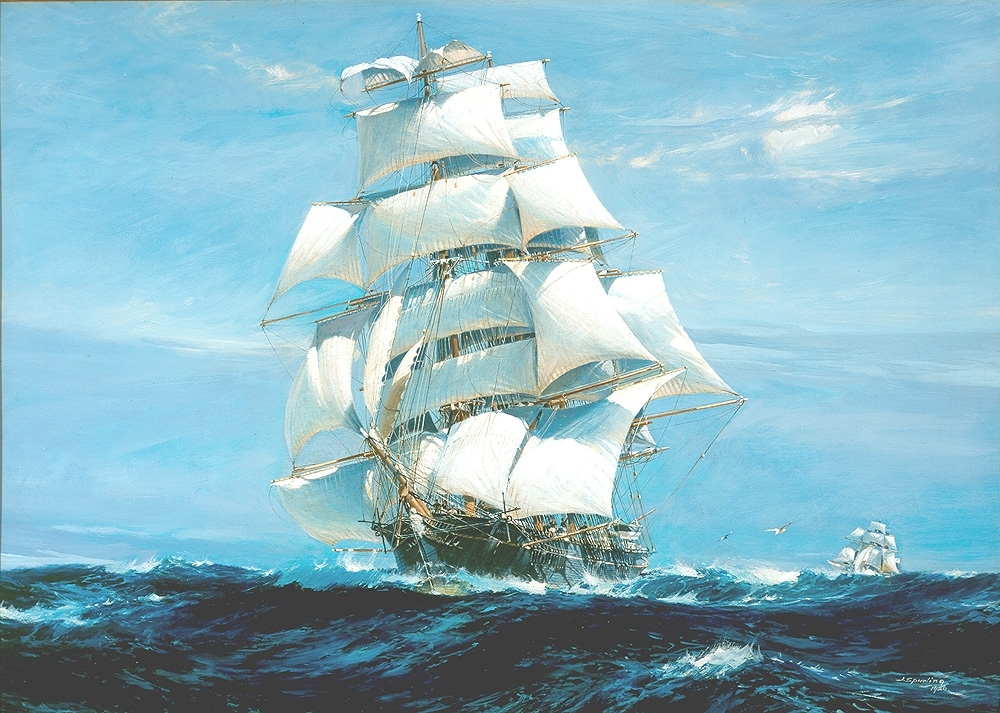
«Аріель» (перший) та «Тайпін»

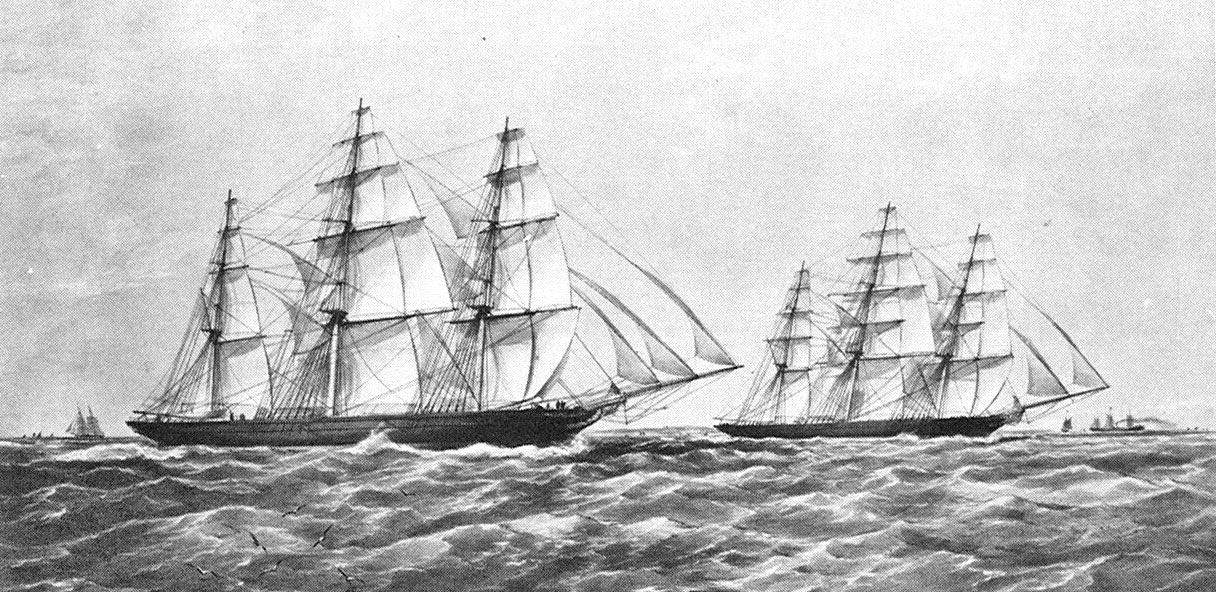
«Тайпін» та «Аріель»

Аріель (англ. Ariel) — знаменитий чайний кліпер кінця 1860-х років. Був побудований в 1865 році за проектом Вільяма Ренні (англ. William Rennie) компанією Роберт Стіл & Co.

## Історія
«Аріель» став знаменитим після перегонів кліперів 1866 року. 28 травня з рейду міста Фучжоу (Китай) стартували 16 кліперів. 5 вересня, після довгого шляху в 99 діб та 26 000 км, кліпери «Аріель» і «Тайпін» з різницею в 8 хвилин пришвартувалися біля причальної стінки в лондонському порту. «Аріель», хоча і прийшов першим, програв ці перегони, бо «Тайпін» стартував на 20 хвилин пізніше за «Аріель».
«Аріель» загинув 1872 року. Відпливши з Лондона до Сіднея 31 січня 1872, кліпер в місце призначення не прибув. В серпні 1872 року залишки судна з фітингами з бронзи були знайдені на острові Короля в протоці Басса. Вважалося, що кліпер затонув в Південному океані під час обходу мису Доброї Надії.

## Конструкція та основні характеристики
Корпус кліпера був композитний: стальний каркас з дерев'яною обшивкою.
- Вантаж: 853 тонн.
- Довжина корпусу: 60,2 м.
- Ширина: 10,3 м.
- Осадка: 6,4 м.